# Pimpla elegantissima
Pimpla elegantissima är en stekelart som beskrevs av Szepligeti 1922. Pimpla elegantissima ingår i släktet Pimpla och familjen brokparasitsteklar. Inga underarter finns listade i Catalogue of Life.